# Que Tire Pa Lante
Que Tire Pa Lante是由波多黎各说唱歌手洋基老爹主唱、Anuel AA 、 壞痞兔 、Darell、Natti Natasha 、Wisin 和Zion & Lennox等人客串的一首歌曲，該歌曲於2019年10月18日由El Cartel Records發行，同一天洋基老爹在個人YouTube频道上发布了該歌曲的MV。